# Toninho dos Santos
Antônio Teodoro dos Santos Filho (Ivaiporã, 29 de maio de 1965), mais conhecido por Toninho dos Santos ou El Bíblico, é um ex-futebolista brasileiro, naturalizado salvadorenho, que atuava como centroavante.

## Carreira
Toninho fez parte do histórico plantel do Club Deportivo Luis Ángel Firpo, de El Salvador, que, na temporada 1988/89 foi campeão pela primeira vez do Campeonato Salvadorenho.
Também atuou pelo América-MEX entre 1990 e 1992, fazendo parte do plantel do que conquistou a Liga dos Campeões da CONCACAF, a Copa Interamericana, e foi vice-Campeão da Liga Mexicana.
No futebol brasileiro, Toninho jogou pelo Fluminense-RJ em 1997, e teve breves passagens pelo Atlético Paranaense, Parnaiba, Bragantino e Cabofriense

## Seleção de El Salvador
Entre 1991 e 1995, Toninho atuou por 6 vezes com a camisa da Seleção Salvadorenha de Futebol.

## Títulos
Luis Ángel Firpo
- Campeonato Salvadorenho de Futebol: 1989

América-MEX
- Liga dos Campeões da CONCACAF: 1990
- Copa Interamericana: 1990

### Artilharias
- Campeonato Salvadorenho de Futebol: 1989[6]